# Bonegilla
Bonegilla ist eine kleine Ortschaft mit 693 Einwohnern im Nordosten des australischen Bundesstaats Victoria. Sie liegt etwa zehn Kilometer von Wodonga und über 300 Kilometer von Melbourne entfernt.

## Geschichte
Das Postbüro von Bonegilla wurde am 20. August 1878 eröffnet und 1951 geschlossen. Das Militärbüro Bonegilla war von 1940 bis 1947 und von 1983 bis 1998 im Ort, wovon es ins nahegelegene Bandiana zurückverlegt wurde.
Die Entwicklung des Ortes war von der Cudgewa railway line abhängig, die 1889 eröffnet und 1981 geschlossen wurde. Die Bahnlinie wurde zum Transport von Baumaterial zum Snowy-Mountains-System und von Immigranten ins Bonegilla Migrant Camp von der Station Pier vom Port Melbourne verwendet. Die Eisenbahnlinie wurde abgebaut und ein Abschnitt wird nun als Fahrrad- und Wanderweg genutzt, der High Country Rail Trail, der von Wodonga bis zum Ende des Lake Hume führt.

## Bonegilla Migrant Camp
Das Bonegilla Migrant Reception and Training Centre diente nach dem Ende des Zweiten Weltkriegs der Aufnahme von Einwanderern nach ihrer Ankunft. Das von 1947 bis November 1971 betriebene Bonegilla Migrant Camp war das größte und das am längsten betriebene Lager für Immigranten in Australien und dort hielten sich etwa 1,5 Millionen Einwanderer zeitweise auf.

## Fotos

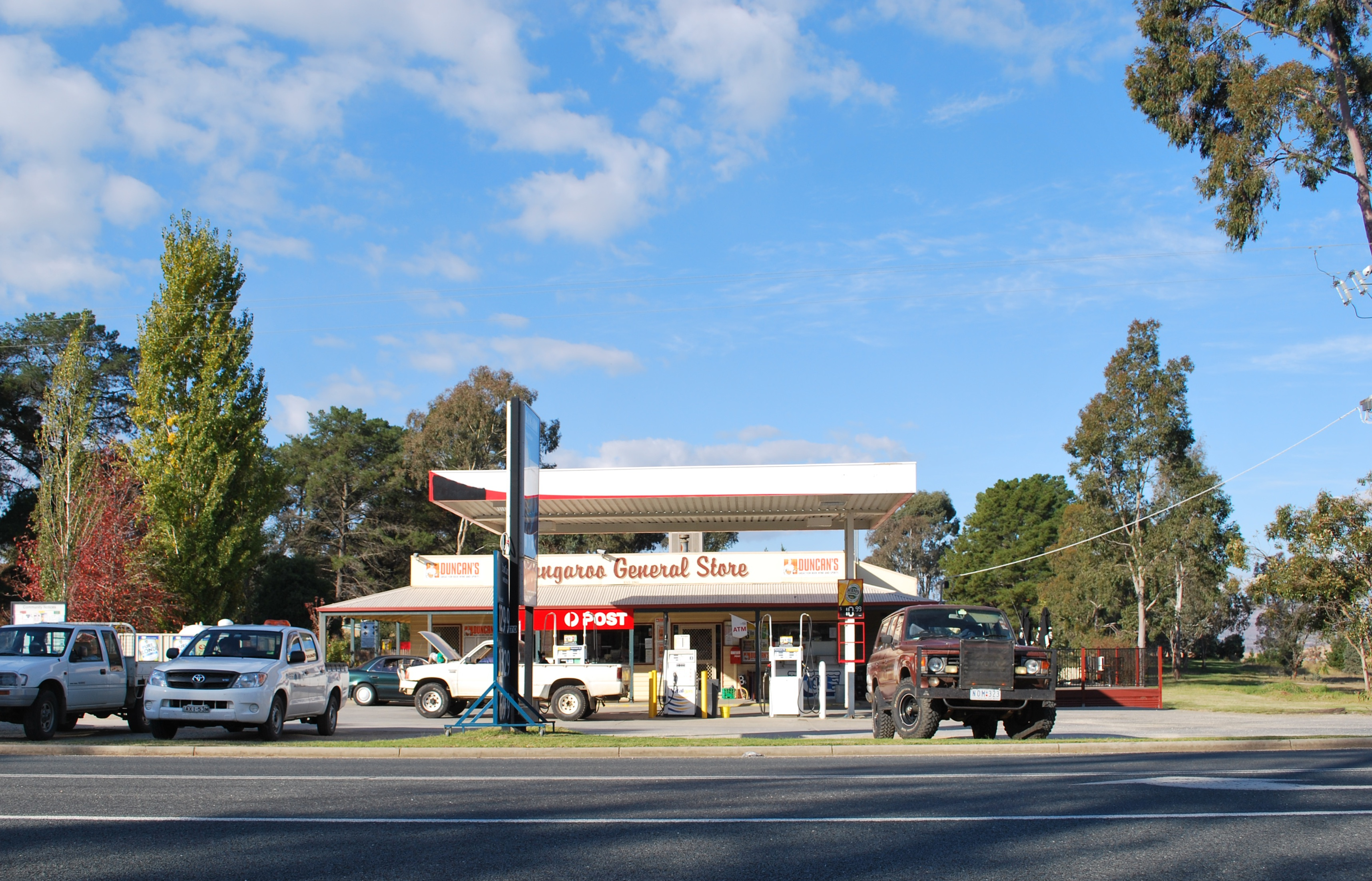
Bonegilla General Store
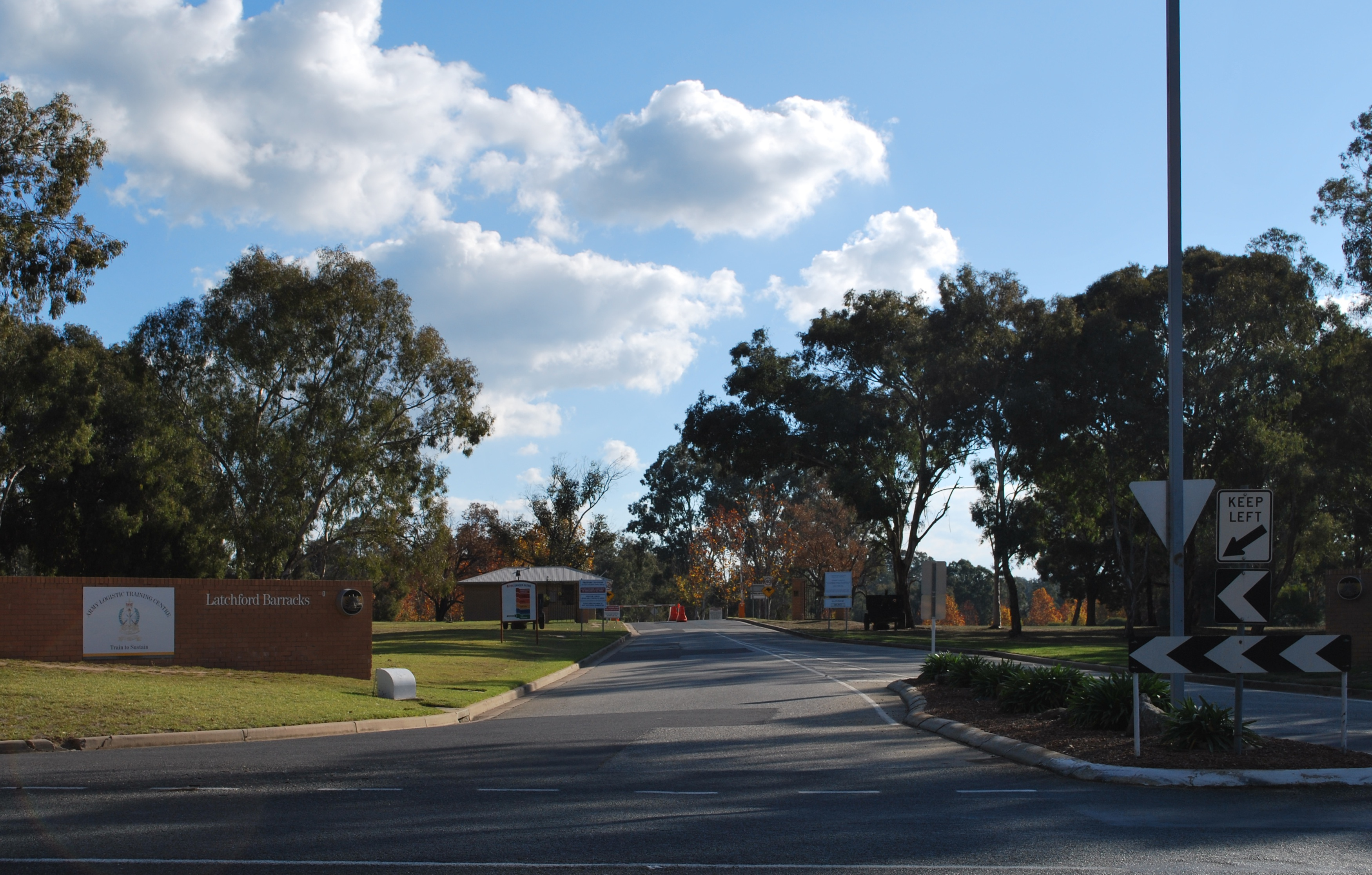
Einfahrt zu dem Latchford Barracks bei Bonegilla
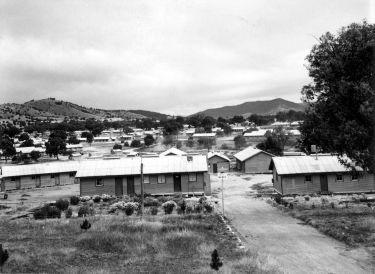
Bonegilla Migrant Camp, Block 4 (1954)
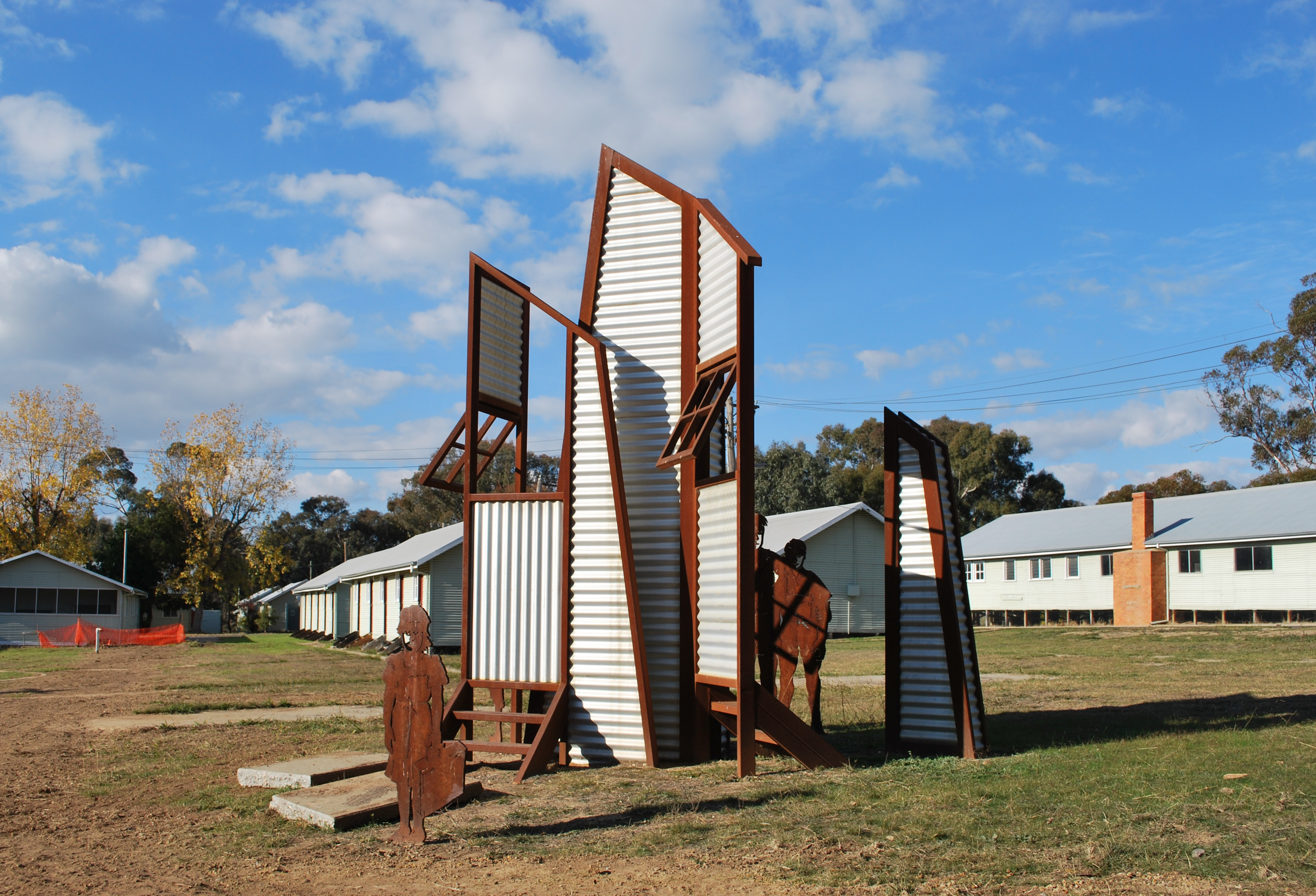
Skulptur auf dem Gelände des Bonegilla Migrant Camp